# Litvánia hívójelkörzetei
Litvánia jelenleg (2024) nincs hívójelkörzetekre bontva sem területi, sem más alapon.
Litvánia számára az ITU a LY hívójelprefixet osztotta ki.
| Prefix | Terület/Jelleg                                               |
| ------ | ------------------------------------------------------------ |
| LY     | Litvánia teljes területe                                     |
| RP2    | A Szovjetunió szétesése előtt a Litván SZSZK teljes területe |
| UP     | A Szovjetunió szétesése előtt a Litván SZSZK teljes területe |

## Lajstromjel
Vízi és légi járművek lajstromjelezéséhez az LY prefixet használják.